# Banc (poisson)
Pour les articles homonymes, voir Banc.
 (mars 2009).
Si vous disposez d'ouvrages ou d'articles de référence ou si vous connaissez des sites web de qualité traitant du thème abordé ici, merci de compléter l'article en donnant les références utiles à sa vérifiabilité et en les liant à la section « Notes et références ».

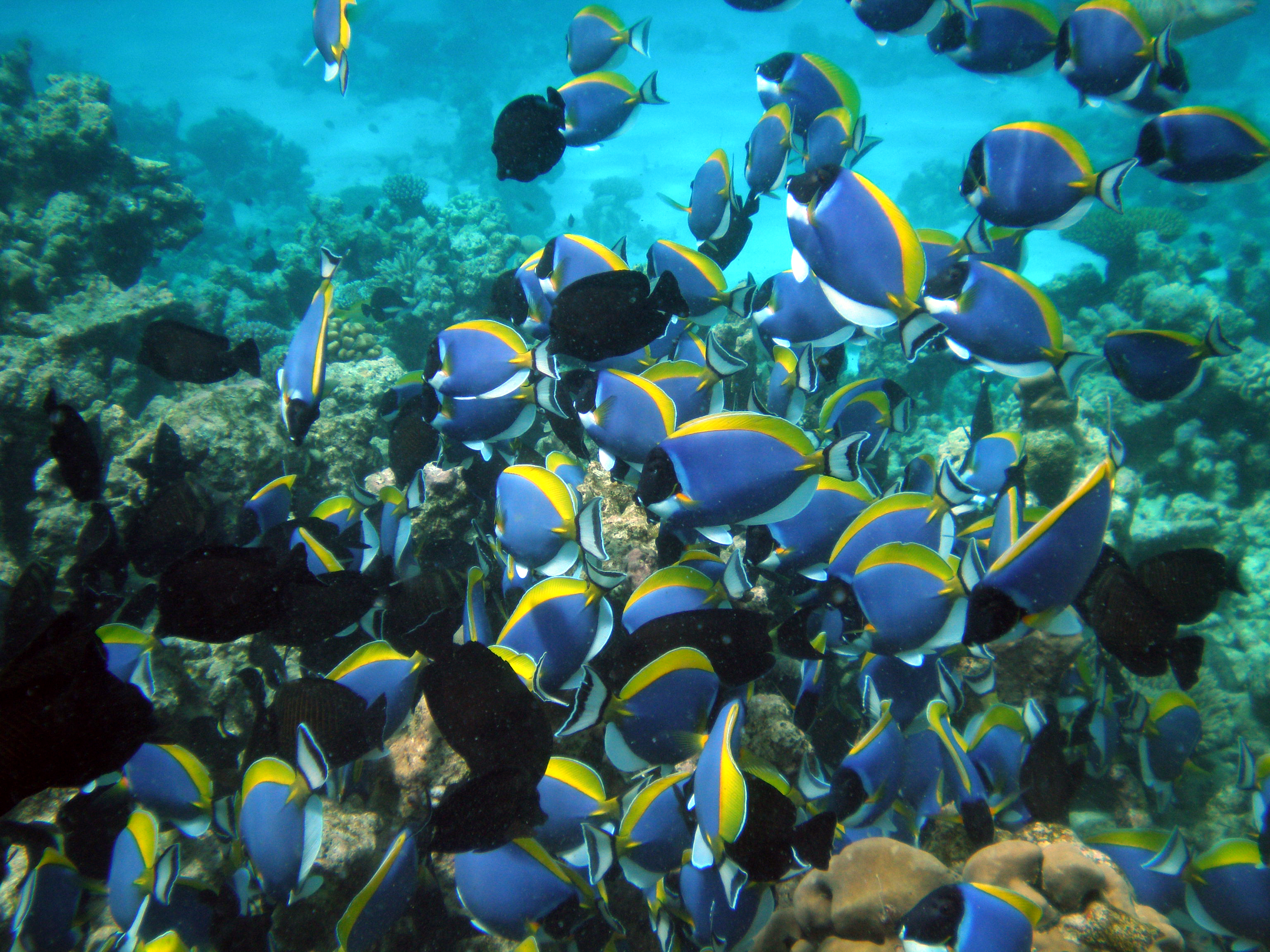
Banc de chirurgiens à poitrine blanche (Acanthurus leucosternon)

Un banc est un groupement important de poissons de la même espèce qui se déplacent ensemble, sans hiérarchie. Il correspond à un comportement d'agrégation. Le terme « banc » désigne surtout les groupements de poissons, mais par extension, il peut également désigner ceux de calmars, de copépodes, de méduses, etc.

## Structure sociale

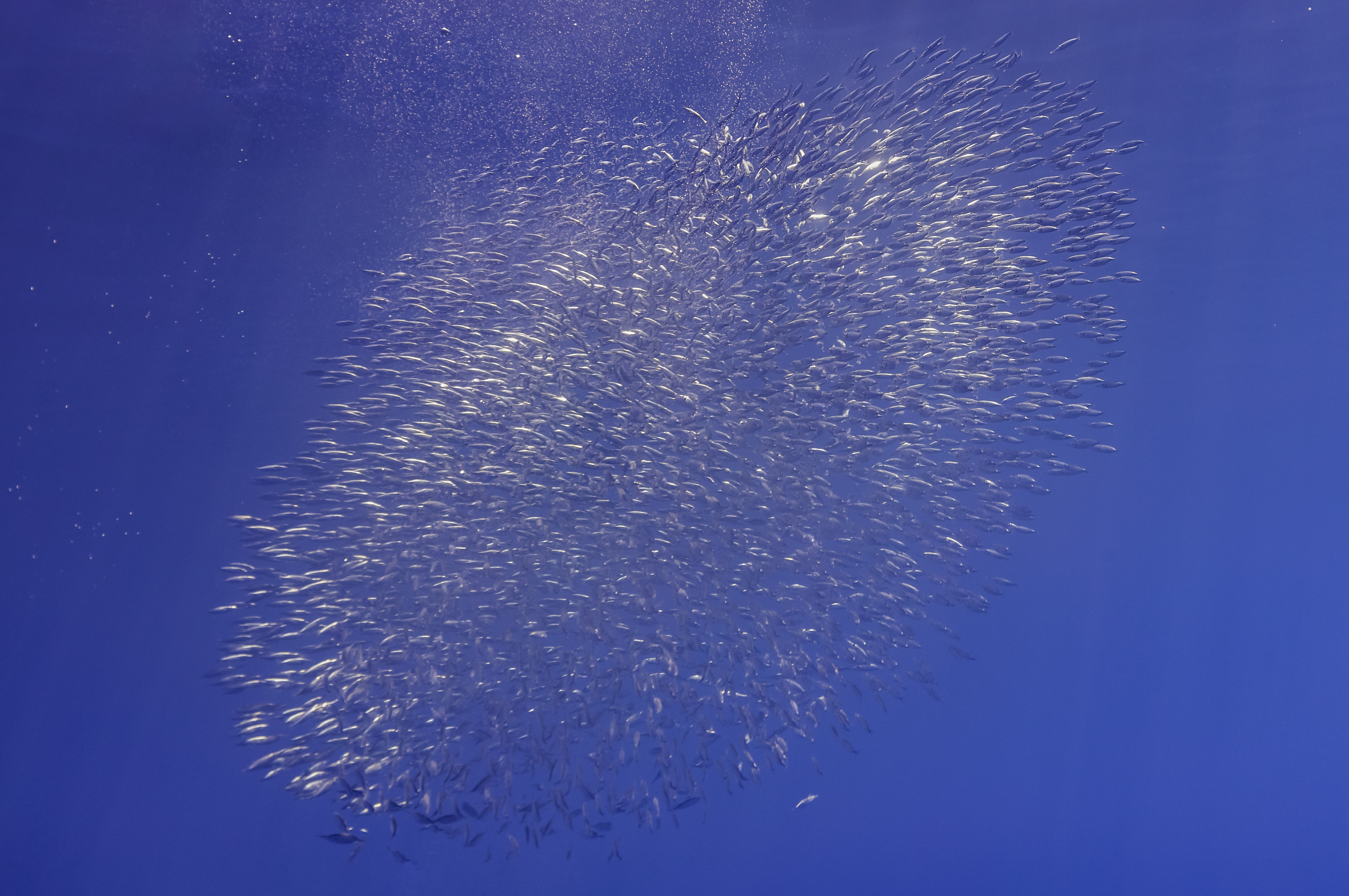
Banc de bécasses de mer

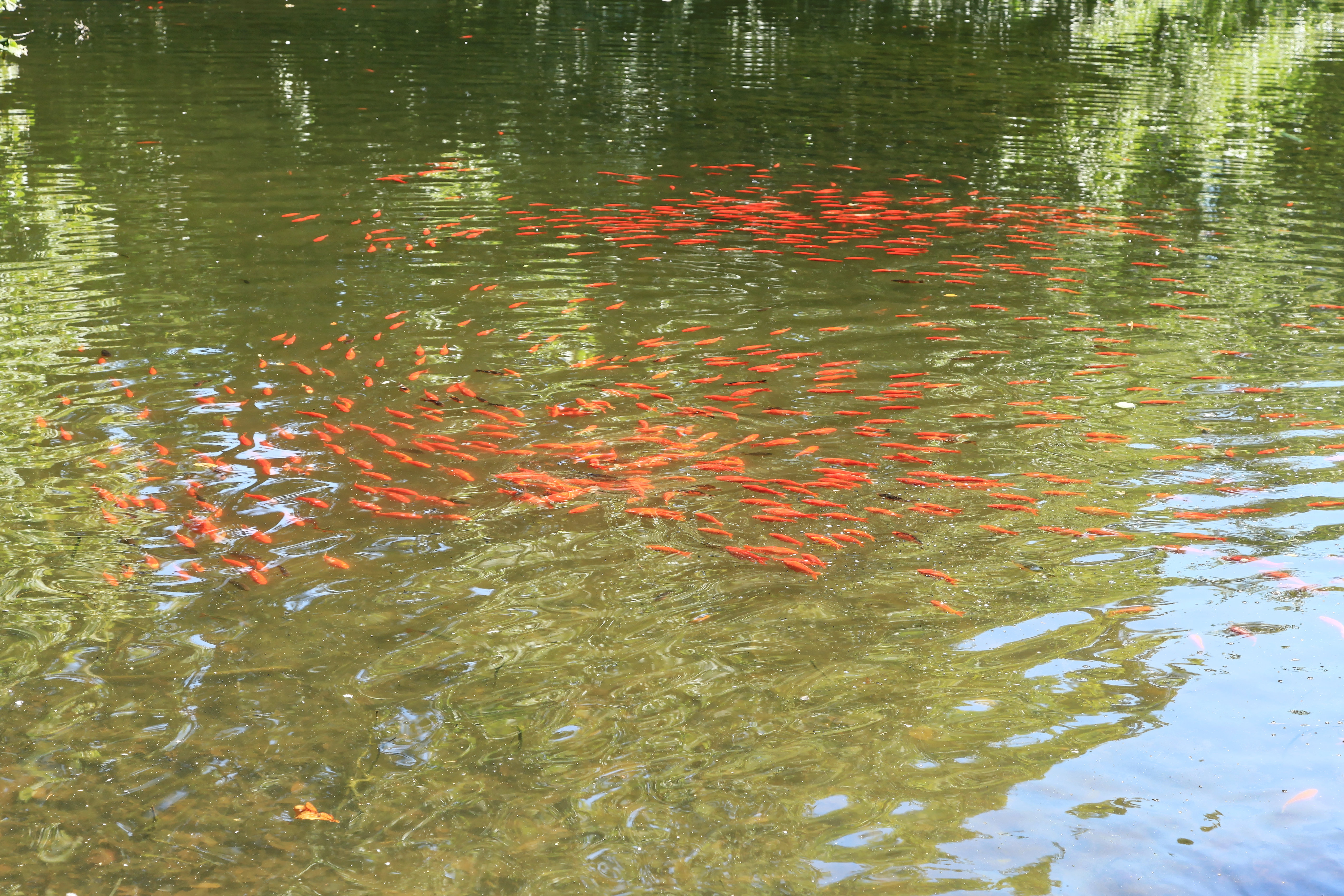
Bancs de poissons rouges dans un plan d'eau douce.

À la différence d'autres structures sociales, il n'existe aucune hiérarchie dans un banc : le poisson qui mène le groupe dans sa nage est simplement celui qui se trouve le plus à l'avant. Lorsque le banc de poissons change de direction, chaque poisson se tourne, et se met à suivre le poisson qui le précède immédiatement, et le poisson qui se trouve alors le plus en avant prend spontanément (et provisoirement) la tête du groupe, cette structure étant permise par l'existence d'un système sensoriel, la ligne latérale.
Cette particularité est en fait une adaptation et un mode de défense, puisqu'ainsi le banc ne risque pas d'être fragilisé par la disparition (par prédation, notamment), d'un individu prééminent à la tête du groupe.
Les espèces formant des bancs sont qualifiées de grégaires.

## Avantages hydrodynamiques
Tous les mouvements pratiqués dans l'eau, par les individus et par le groupe obéissent à des règles physiques relevant de la dynamique des fluides.
A la manière des oiseaux migrateurs qui volent en lignes et à une certaine distance les uns des autres afin d'optimiser leur vol en s'appuyant sur les turbulences générées par les ailes de l'oiseau précédent, certains poissons peuvent se déplacer en bancs denses  en bénéficiant des mêmes bénéfices hydrodynamiques ,.

## Adaptations morphologiques

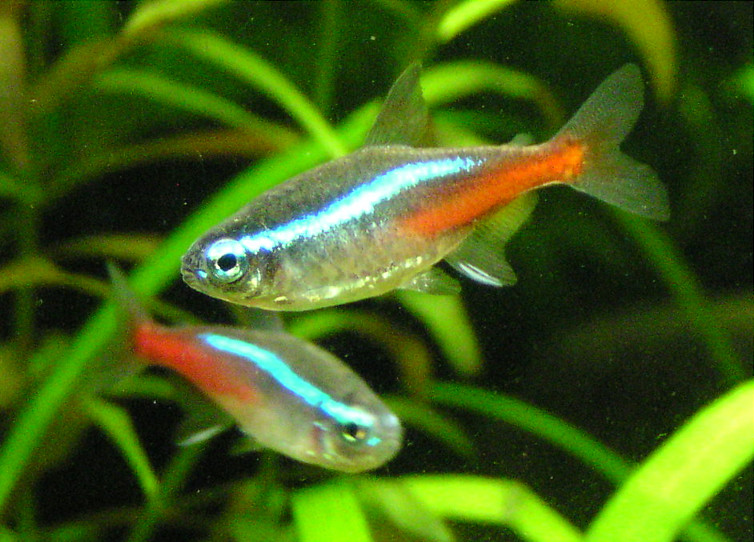
Néon (Paracheirodon innesi). La bande bleue réfléchissante le long du corps permet aux individus de se retrouver au sein du banc

Afin de pouvoir former des groupes compacts, les espèces grégaires doivent être capables de se reconnaître mutuellement, comme individus appartenant à la même espèce.
Ce besoin donne lieu à des adaptations intéressantes, notamment dans certains milieux où la visibilité est réduite : le Néon (Paracheirodon innesi) est un des poissons de bancs les plus célèbres en aquarium. Les membres de cette espèce arborent une bande iridescente de couleur bleue le long du corps, qui reflète la lumière, et permet aux poissons de se reconnaître entre eux dans les biotopes à eau noire d'Amérique du Sud.
Dans une optique similaire, certaines espèces abyssales utilisent des organes bioluminescents pour se reconnaître dans les ténèbres environnantes.
D'autres poissons peuvent utiliser à cette même fin des organes électriques, pour reconnaître les membres de leur espèce, et constituer un banc. C'est le cas, notamment, dans les cours d'eau d'Afrique, des poissons-éléphants, des genres Gnathonemus et apparentés (Mormyridés, ou encore, en Amérique du Sud, des poissons-couteaux de l'ordre des Gymnotiformes (Aptéronotidés et Gymnotidés, notamment).

## Importance écologique

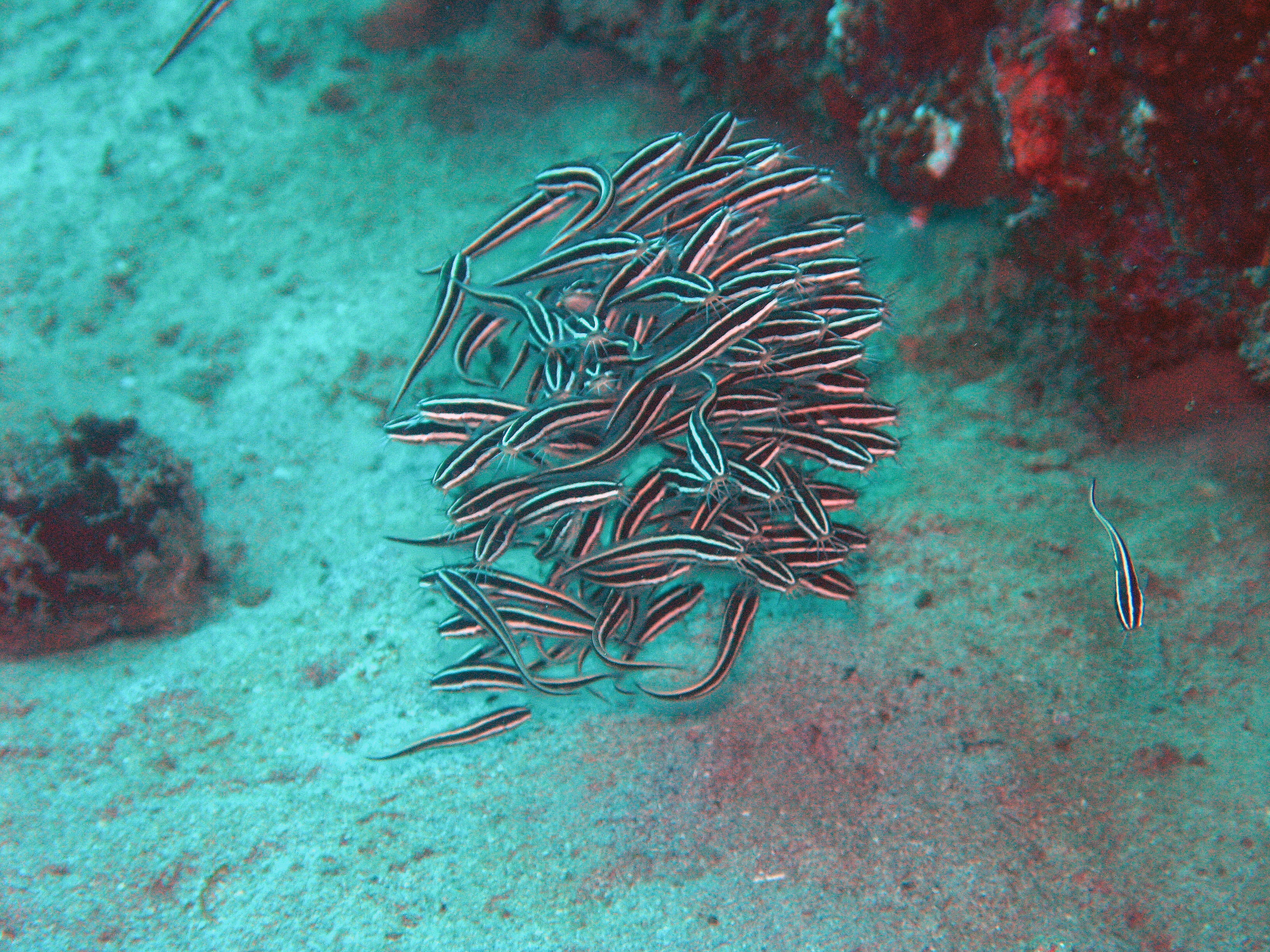
Un banc de Plotosus lineatus : Les juvéniles se rassemblent en bancs de plus de 100 individus et se rangeant en boule compacte pour se protéger des prédateurs.

L'organisation en banc est un phénomène écologique important. Une grande partie des espèces de poissons sont grégaires, au moins à certaines périodes de leur vie.
Les espèces pélagiques (hauturières) sont plus particulièrement concernées, puisque les espèces solitaires sont rares en haute mer, et que, faute de repère, l'établissement et la défense de territoire y est impossible. Le banc constitue souvent pour ces espèces la meilleure stratégie de survie.
On connaît cependant des espèces benthiques grégaires, par exemple les représentants de l'ordre des Corydoras.

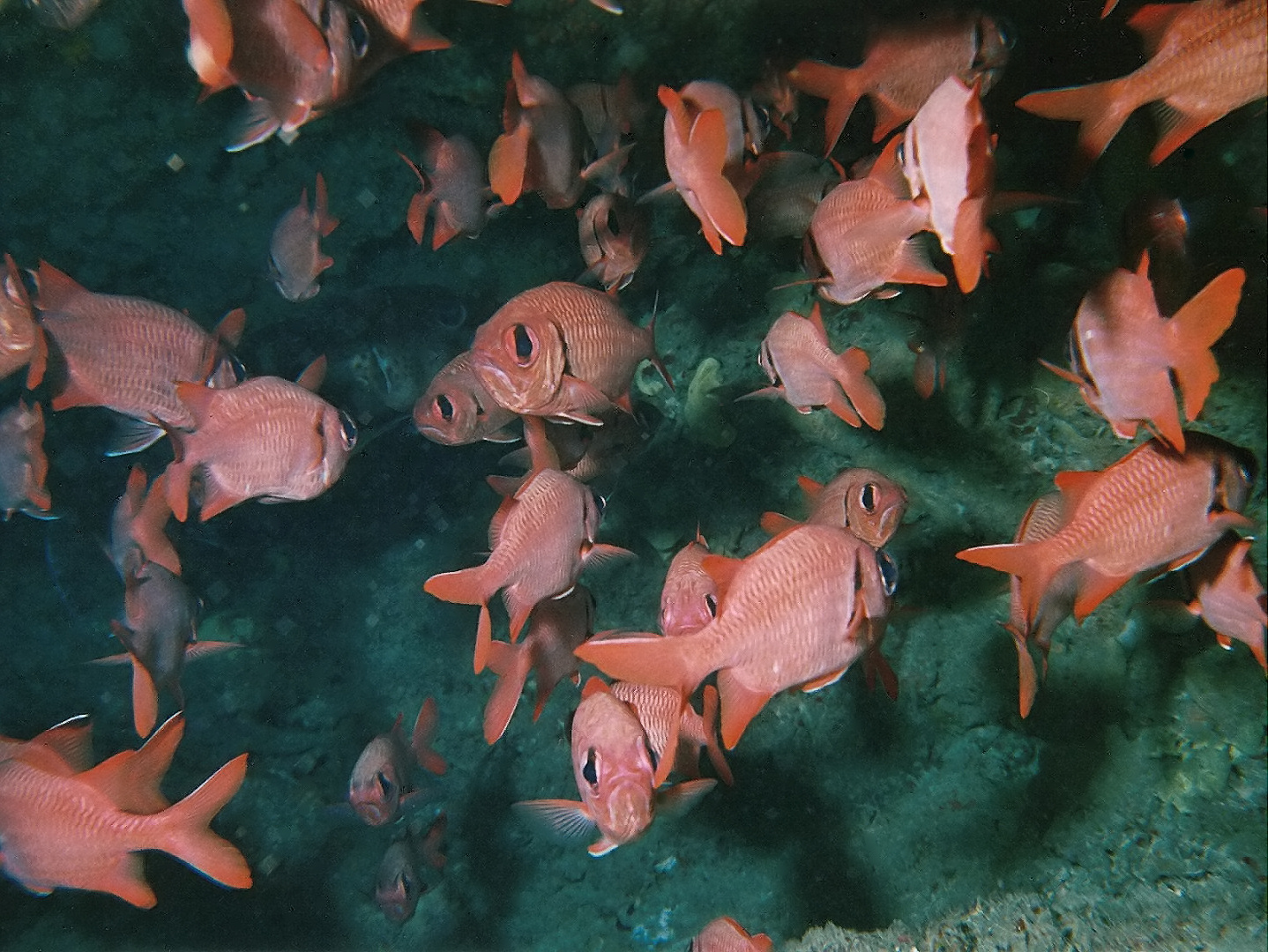
Des poissons-soldats (Myripristis pralinia)

Avantages compétitifs : la vocation première du banc est d'offrir l'équivalent d'un refuge en milieu ouvert, comme en haute mer. Les individus se trouvant au centre du banc se trouveront protégés par ceux qui en occupent les flancs. Face à l'attaque d'un prédateur, la plupart des espèces grégaires adoptent la même stratégie comportementale, et le banc se resserre pour prendre l'aspect d'une « boule », protégeant les individus les plus faibles (juvéniles...) au centre.
Le banc permet également une meilleure exploitation des ressources, dans un milieu très dilué : en augmentant localement le volume global du banc, par rapport au volume d'un individu, on multiplie la probabilité de trouver une source de nourriture, car, si un seul des membres du banc détecte, par exemple, une zone plus riche en plancton, le groupe entier peut en profiter.
De nombreuses espèces prédatrices utilisent cette même stratégie pour se prémunir contre leurs propres prédateurs ; cependant, même les prédateurs de haute mer adoptent fréquemment cette stratégie face à leurs superprédateur (orques par exemple), comme les thons, les maquereaux, les bonites et les barracudas.
Pour les espèces prédatrices, les bancs constituent également une ressource de nourriture appréciable  ; les grands animaux marins, poissons ou mammifères, comme le requin baleine, le requin pèlerin ou les baleines chassent les bancs de plancton ou de krill, dont ils consomment de grandes quantités.
On[Qui ?] a vu une baleine grise détruire, en un seul repas, la quasi-totalité d'un banc d'anchois, en quelques bouchées à peine![style à revoir]
Les requins et les dauphins attaquent en bandes, et harcèlent les bancs de poissons, dont ils consomment la quasi-totalité des individus, avant de se mettre en quête d'un autre banc.

## Importance économique

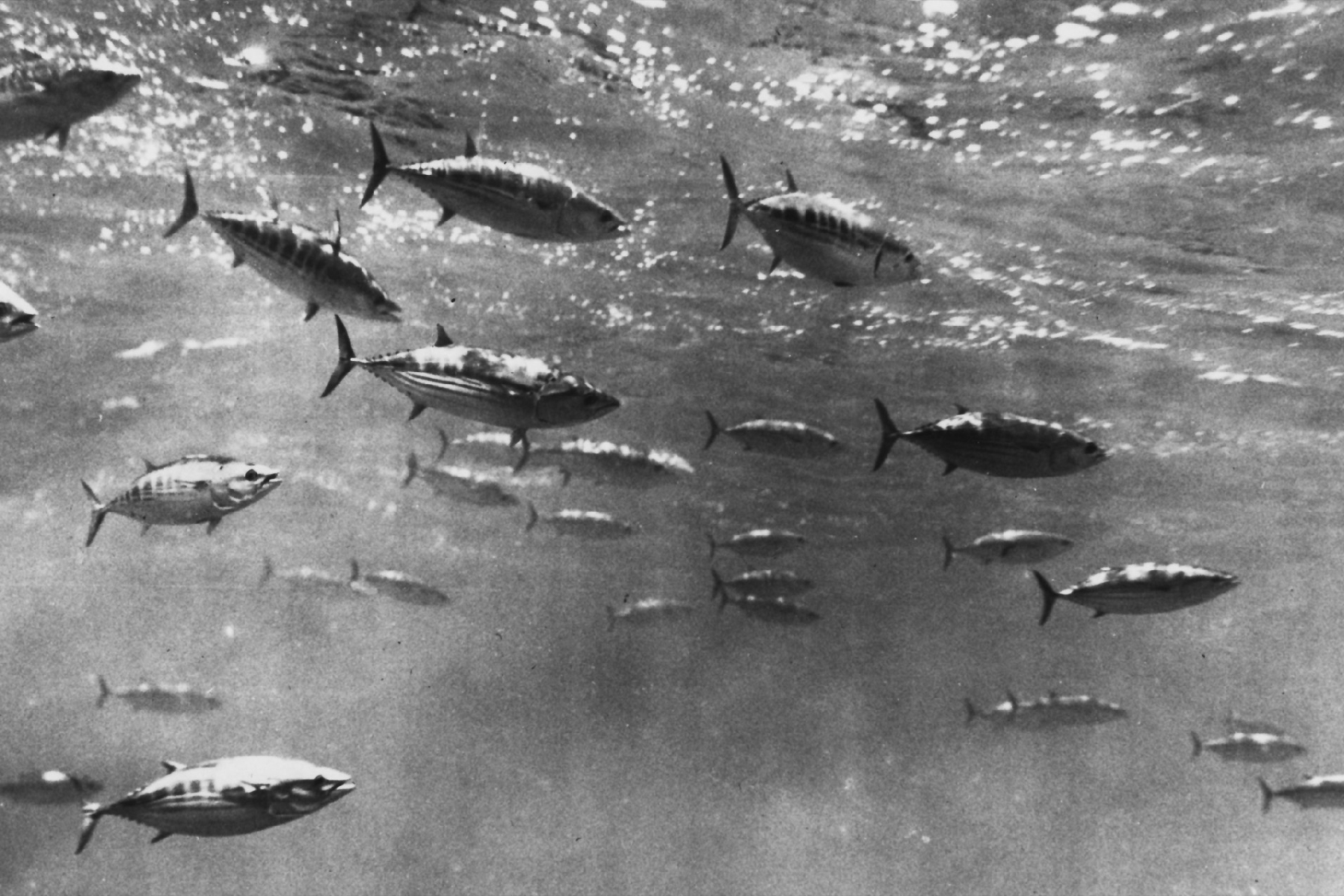
Banc de bonites à ventre rayé (Katsuwonus pelamis)

Banc de hareng (Clupea harengus)

De nombreuses espèces parmi les plus pêchées au monde sont des espèces grégaires : anchois, lieu (lieu jaune ou lieu noir), hareng, listao, maquereau, morue, thon...
Les bancs de poissons constituent ainsi une ressource très importante, car ils rassemblent en un seul point un nombre d'individus très important, dans un milieu par ailleurs très dilué.
Cette ressource vulnérable est cependant menacée par l'intensification de la pêche industrielle et les nouvelles techniques (sonar et autres) : la plupart des prélèvement éradiquent presque tous les individus d'un banc, présentant un risque à court terme pour la survie des espèces.
La plupart des espèces grégaires concernées par cette pêche intensive sont aujourd'hui menacées par cette pratique, à plus ou moins court terme.
L'élevage des espèces hauturières, comme le thon, proposée comme une alternative à ces captures sauvages, pose également des problèmes d'ordre économique, mais aussi écologique, en raison de la pollution engendrée.

## Poissons grégaires en aquarium

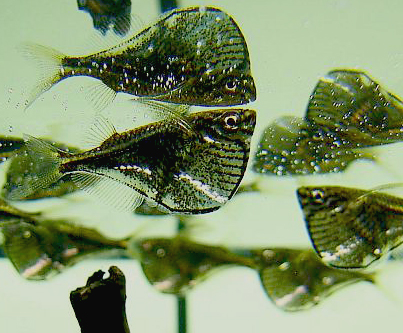
Un banc de poissons-hachettes (Carniegella marthae)

Un grand nombre d'espèces d'aquarium sont des espèces grégaires, et doivent être maintenues en banc. Les paramètres de l'aquarium, notamment la capacité du bac (volume, et dimension de façade), devront être étudiés et adaptés de manière à pouvoir accueillir au moins une dizaine d'individus de la même espèce.
En l'absence de congénères, ces poissons sont facilement sujets au stress, et, ainsi fragilisés, une cible potentielle pour un grand nombre de pathologies.
En aquarium d'eau de mer, peu d'espèces peuvent être maintenues en banc, même si elles adoptent cette configuration dans la nature : en dehors des espèces de petite taille, vivant en harems (Anthias, Pseudochromis...), la plupart des grandes espèces, qui forment à l'état sauvage de vastes bancs révèlent en aquarium un comportement de forte agressivité intraspécifique, à mettre sur le compte de la difficulté à reconstituer les volumes adéquats au maintien de ces espèces : poissons-chirurgiens (Acanthurus et genres apparentés), balistes...

### Liste d'espèces grégaires en aquarium d'eau douce
- Characiformes
  - Characidés
    - Tous les genres. Citons notamment, parmi les principaux :
    - Paracheirodon
    - Hyphessobrycon
    - Hemigrammus
    - Piranhas (genres Pygocentrus, Serrasalmus et apparentés)

  - Gasteropelecidés : poissons-hachettes : tous les genres
  - Lébiasinidés : poissons-crayons, et apparentés : tous les genres
- Siluriformes
  - Callichthyidés : tous les genres
  - Loricariidés
    - Hypostominae (genres Otocinclus, Parotocinclus, Hypoptopoma et apparentés)

  - Plotosidés : tous les genres
  - Ariidés : tous les genres
- Cypriniformes
  - Cobitidés (loches)
    - Botia (et espèces anciennement incluses dans le genre)
    - Pangio

  - Cyprinidés : la plupart des genres :
    - Barbus
    - Puntius
    - Capoeta
    - Crossocheilus
    - Danio
    - Brachydanio
    - Rasbora
    - Microrasbora
    - Celestichtys
    - Sundadanio
    - Tanichthys
    - Carassius
- Cyprinodontiformes
  -     - Lamprichthys
    - Aplocheilichthys
- Perciformes
  - Cichlidés
    - Cyprinochromis

  - Gobiidés
    - Brachygobius
    - Hypogymnogobius
- Atheriniformes
  - Melanoténiidés
    - Melanotaenia
    - Glossolepis
    - Chilatherina
    - Iriatherina
    - Pseudomugil
- Tetraodontiformes
  - Tetraodontidae
    - Tetraodon travancorius